# Český Jiřetín
Český Jiřetín (en allemand : Georgendorf) est une commune du district de Most, dans la région d'Ústí nad Labem, en Tchéquie. Sa population s'élevait à 103 habitants en 2021.

## Géographie
Český Jiřetín se trouve dans les monts Métallifères. Sur le territoire de la commune se trouve un barrage-réservoir sur la petite rivière Fláje.

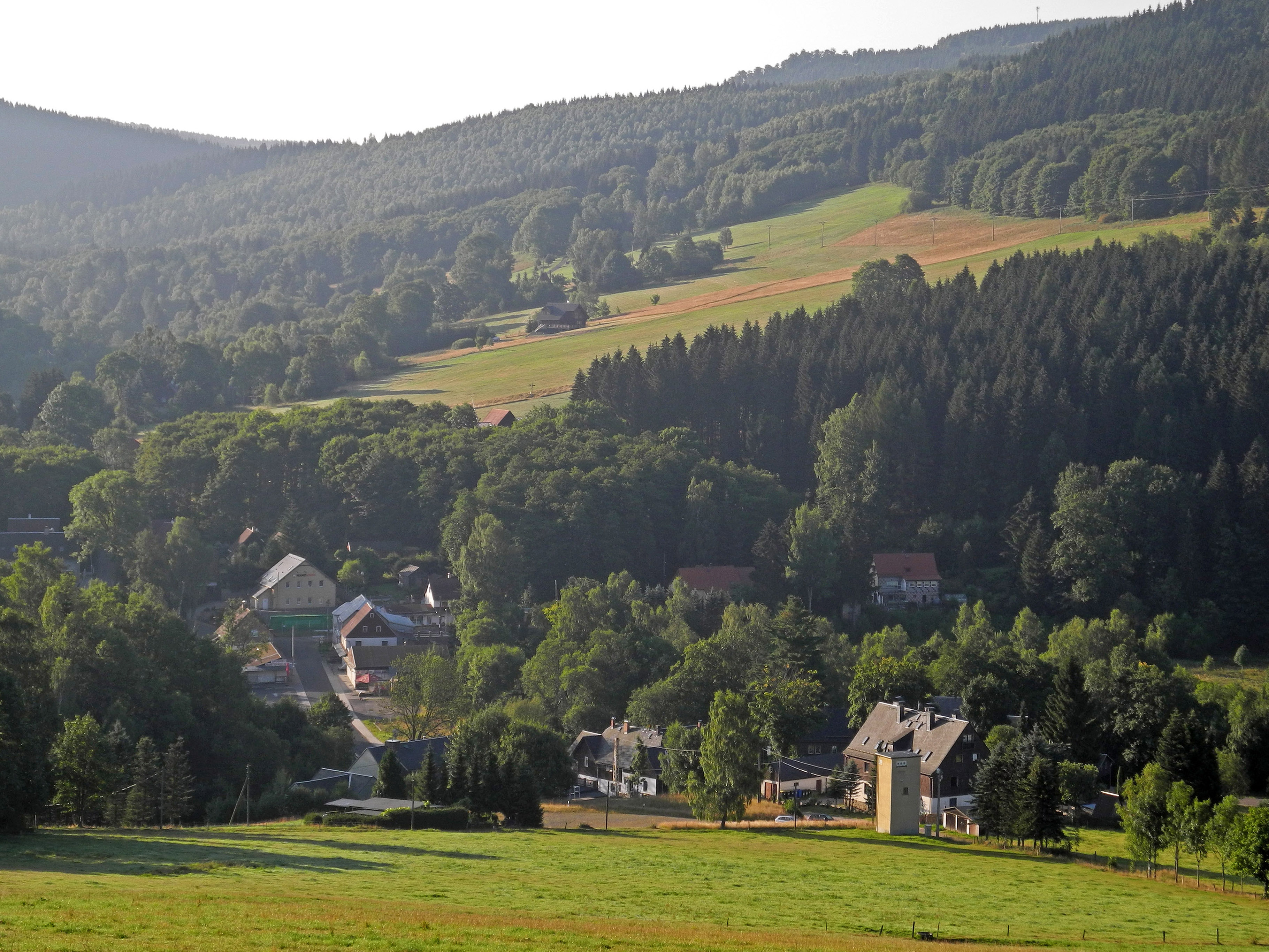
Český Jiřetín : vue générale.
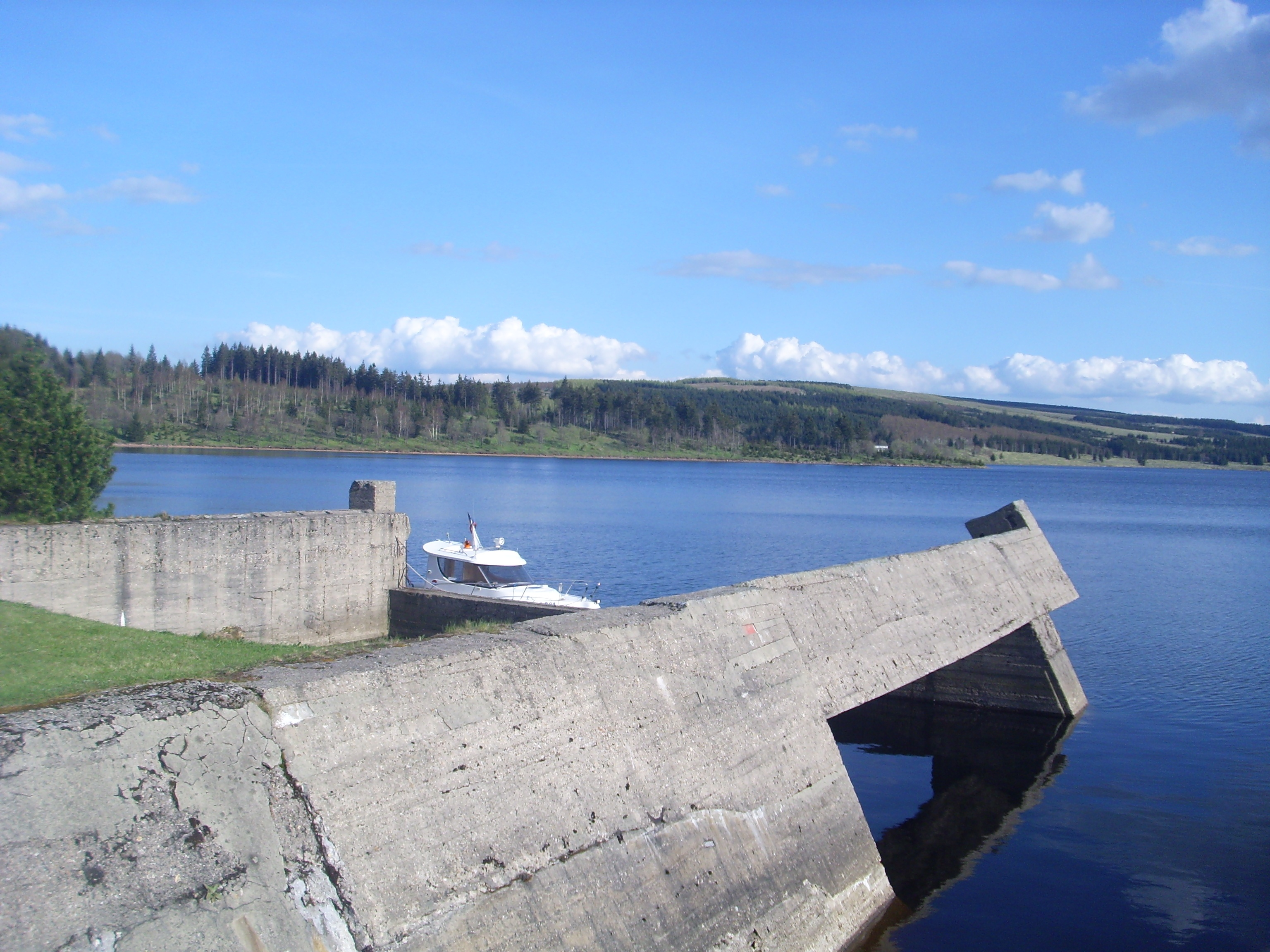
Réservoir de Fláje.

Le village est situé à la frontière allemande, à 24 km au nord-nord-ouest de Most, à 37 km à l'ouest d'Ústí nad Labem et à 95 km au nord-ouest de Prague.
La commune est limitée par l'Allemagne à l'ouest et au nord, par Osek à l'est, par Lom au sud, et par Meziboří et Klíny au sud-ouest.

## Histoire
Un village de bûcherons créé au XVIe siècle est à l'origine de Český Jiřetín., mais sa première mention écrite remonte à 1787.

## Transports
Par la route, Český Jiřetín se trouve à 22 km de Litvínov, à 34 km de Most, à 55 km d'Ústí nad Labem et à 118 km de Prague.